# Зов предков (фильм, 2007)
Зов предков (англ. The Call of the Wild) — документальный фильм 2007 года режиссёра Рона Ламота. В сюжете рассказывается об одиссее Кристофера Маккэндлесса. В рамках фильма Ламот приходит к выводам о смерти Маккэндлесса, которые противоречат как фильму Шон Пенна «В диких условиях» (2007), так и книге Джона Кракауэра «В диких условиях» (1996), на которых был основан фильм Пенна.

## Критика
Фильм был показан 8 и 9 октября 2007 года в рамках фестиваля документальных фильмов в Сан-Франциско.
Общество кинематографии Денвера предложило, чтобы фильм поставил «серьёзный вызов» Джона Кракауэра роману «В диких условиях»: «„Зов предков“ представляет собой альтернативу популярному роману Криса Маккэндлесса, самозваного „эстетического путешественника“, который умер в одиночестве в пустыне Аляски в 1992 году в возрасте 24 лет».
Британский кинокритик Нил Янг писал, что фильм был «обезоруживающе свежим, чрезвычайно захватывающим документальным фильмом».